# الممثلية الكندية لدى السلطة الفلسطينية
مكتب الممثلية الكندية لدى السلطة الفلسطينية هو الجهة الدبلوماسية العُليا لكندا لدى دولة فلسطين، ويقع مقرها في شارع إلياس عودة بمدينة رام الله. أنشئ مكتب الممثلية الكندية في رام الله في عام 1993. وهو يسهل علاقات كندا مع السلطة الفلسطينية، كما يشرف على مسؤولية إيصال المساعدات الاقتصادية والمساعدة التنموية في الأراضي الفلسطينية.

## قائمة الممثلون
| الترتيب | رئيس البعثة الدبلوماسية     | تاريخ الاعتماد الدبلوماسي | تاريخ الانتهاء | رئيس وزراء كندا | رئيس دولة فلسطين | ملاحظات |
| ------- | --------------------------- | ------------------------- | -------------- | --------------- | ---------------- | ------- |
|         |                             | 1993                      |                |                 |                  |         |
|         | الستر ولبوم                 |                           |                |                 |                  |         |
|         | ديفيد فيفيش                 | 28 أكتوبر 2006            |                |                 | محمود عباس       |         |
|         | جراهام ماكنتاير             |                           |                |                 | محمود عباس       |         |
|         | كريس جرينشيلدس              | 18 أكتوبر 2010            |                |                 | محمود عباس       |         |
|         | دوغلاس سكوت براودفوت        |                           |                |                 | محمود عباس       |         |
|         | روبن ويتلوفر                | 23 أبريل 2020             | 2022           | جاستن ترودو     | محمود عباس       |         |
|         | ديفيد دا سيلفا (Q130321114) | 7 نوفمبر 2022             | 2024           | جاستن ترودو     | محمود عباس       |         |
|         | غراهام داتيلز (Q130321109)  | 18 سبتمبر 2024            | لا يزال        | جاستن ترودو     | محمود عباس       |         |

## وصلات خارجية
- الموقع الرسمي